# 馬爾內烏利市鎮

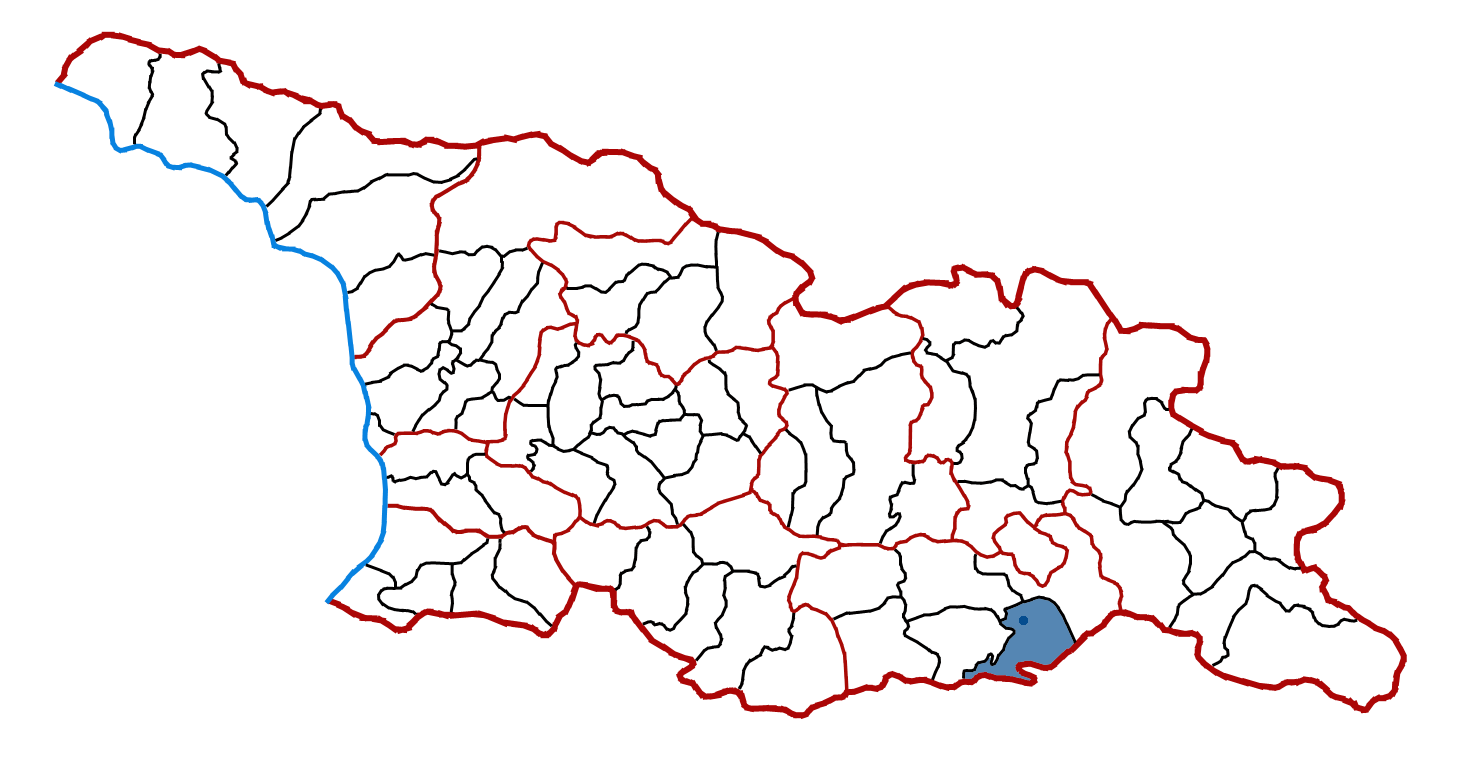

41°27′49″N 44°48′39″E / 41.46361°N 44.81083°E
馬爾內烏利市鎮，是格魯吉亞東南部下卡尔特利大区的市镇，行政中心为馬爾內烏利。市镇面積为935平方公里，2014年人口数量为104,300人，人口密度每平方公里112人。